# Uniwersytet Ohio
Uniwersytet Ohio (ang. Ohio University) – uczelnia amerykańska o statusie uniwersytetu publicznego z siedzibą w Athens w stanie Ohio. Założona w 1804, jest dziewiątym najstarszym uniwersytetem publicznym w Stanach Zjednoczonych.

## Historia

### Powstanie
W 1797 r. osadnicy z Marietty, podróżując w górę rzeki Hocking River, poszukiwali miejsca na założenie szkoły. Ich wybór padł na miejscowość Athens, która leżała między Chillicothe (ówczesną stolicą Ohio) a Mariettą. Powstała w 1802 uczelnia początkowo nosiła nazwę American Western University. Dwa lata później, 18 lutego 1804, utworzono na jej miejscu Ohio University, a zgromadzenie ogólne stanu Ohio (Ohio General Assembly) zatwierdziło jego status. Trzej pierwsi studenci zapisali do niego w 1808 r.
W 1828 r. John Newton Templeton stał się pierwszym czarnoskórym studentem uczelni, który zdobył tytuł naukowy.

### Protesty i zamknięcie szkoły
Gdy w sierpniu 1969 rektorem został Claude Sowle, w kampusach trwały protesty studentów domagających się równego traktowania kobiet i Afroamerykanów. Do tego dochodziły jeszcze demonstracje przeciwko wojnie wietnamskiej oraz zwiększaniu opłat za szkołę. Sowle prawie natychmiast spotkał się z demonstrantami, by omówić te kwestie.
Kiedy 30 stycznia 1970 odbywało się spotkanie członków zarządu w sprawie opłat, około 150 studentów weszło do budynku i usiłowało na nie się dostać. Doszło do zniszczeń i zarząd wstrzymał się z decyzją do czasu rozproszenia tłumu. Tych, którzy nadal chcieli protestować, aresztowano i nałożono grzywny.
W połowie kwietnia tego samego roku napięcie w kampusie znów zaczęło rosnąć z powodu wojska, które chciało utworzyć na jego terenie ośrodek szkoleniowy. 22 kwietnia dziewięć studentek manifestujących swój sprzeciw zasiadło w klasie ośrodka przeznaczonego dla mężczyzn. Zostały aresztowane, a nazajutrz około pięćdziesięciu studentów przyszło do budynku, gdzie odbywało się spotkanie rady doradczej rektora, by protestować przeciwko wojskowemu programowi i zatrzymaniu kobiet. Rektor Sowle wysłuchał skarg i zgodził się spotkać ze studentami. Odbyło się ono nazajutrz w Memorial Auditorium i przybyło na nie dwa tysiące osób. Gdy jednak rektor ogłosił, że umorzenia sprawy aresztowanych studentek nie będzie, grupa około pięćdziesięciu osób znów zaczęła protest.
30 kwietnia 1970 prezydent Richard Nixon ogłosił, że kilka tysięcy żołnierzy wkroczyło do Kambodży, co dodatkowo wzmogło kontrowersje wokół wojny w Wietnamie.
4 maja pokojowy protest studentów przeciwko amerykańskiemu zaangażowaniu w Kambodży zaostrzył się, gdy tłum usłyszał, że członkowie Gwardii Narodowej zabili czterech studentów z Uniwersytetu Stanowego Kenta. Po tej informacji studenci zdecydowali, że zorganizują pokojowy strajk przeciw obecności wojskowego ośrodka. Rektor Sowle pochwalił demonstrantów za to, że nie zgadzają się na przemoc, zaznaczając jednocześnie, że uczelnia nie zostanie zamknięta z powodu strajku. 6 maju grupa studentów urządziła marsz przez finansową dzielnicę Athens, do której przyłączyło się wielu biznesmenów. Później tego samego dnia dwieście pięćdziesiąt osób urządziło „marsz przeciwko śmierci”. Ponieważ podobne protesty odbywały się też na innych uczelniach, gubernator Ohio (Jim Rhodes) polecił, żeby wszystkie państwowe uniwersytety, w których dochodzi do niepokojów, zostały natychmiast zamknięte. Dodał również, że szkoły które pozostaną otwarte, nie otrzymają pomocy od Gwardii Narodowej. Rektor Sowle nalegał jednak, aby uniwersytet pozostał otwarty, gdyż większość studentów chciała zakończenia strajku.
7 maja, we wczesnych godzinach porannych, w magazynie ośrodka szkoleniowego doszło do dwóch eksplozji, które spowodowały straty w wysokości ponad czterech tysięcy dolarów. Kilka dni później prawie dwustu pięćdziesięciu studentów spotkało się w Grover Center, by dalej protestować. Po wiecu około stu demonstrantów włamało się do opuszczonej Biblioteki Chubb, która oczekiwała na renowację, i ogłosiło, że budynek jest „wolnym uniwersytetem”. Ponieważ odmówili wyjścia, policja otoczyła ich i zmusiła do poddania się.
12 maja w pobliskiej kawiarni doszło do kolejnego ataku bombowego, który spowodował trwający kilka godzin pożar. Straty wyniosły tym razem prawie sto pięćdziesiąt tysięcy dolarów. W odpowiedzi na przemoc i brak szacunku dla władz uniwersytetu członkowie rady narzucili godzinę policyjną w kampusie oraz zatwierdzili akt, który pozwalał rektorowi usuwać bądź zawieszać studentów stanowiących zagrożenie dla uniwersyteckiej społeczności. Jeszcze tego samego dnia zawieszonych zostało siedem osób. Następnej nocy tłumu około trzystu demonstrantów zebrał się przed budynkiem, gdzie rektor Sowle próbował do nich przemówić. Rankiem 14 maja protestujący wyruszyli w miasto. Napotkali policję, na którą posypały się cegły i butelki. Funkcjonariusze odpowiedzieli gazem łzawiącym i pieprzowym. Bitwa trwała czterdziestu pięć minut, aż policja całkowicie rozbiła tłum. W nocy doszło do kolejnego starcia, w którym udział wzięło od pięciuset do siedmiuset osób. Po trzech godzinach policja opanowała sytuację i aresztowała większość studentów.
Z powodu licznych protestów i rozruchów przez kilka tygodni maja toczyła się dyskusja, czy uniwersytet powinien nadal pozostać otwarty. Rektor Sowle nie chciał zamknięcia kampusu, więc zachęcał studentów do pokojowych protestów. Jednakże to powodowało coraz większe napięcia i niepokoje, a w rezultacie większe zagrożenie dla bezpieczeństwa w kampusie.
15 maja rektor Sowle i Raymond Shepard, burmistrz Athens, zwrócili się do Gwardii Narodowej z prośbą o pomoc w zamknięciu uczelni. Ogłoszono, że pozostanie ona zamknięta do połowy czerwca.

### Po 1970
W 1975 r. uczelnia otworzyła College of Osteopathic Medicine, który obecnie jest jedyną instytucją w Ohio przyznającą stopień doktora osteopaty. Od lat osiemdziesiątych szkoła współpracuje z malezyjską politechniką MARA.

## Jednostki organizacyjne uczelni
Uniwersytet Ohio składa się z następujących jednostek:

- College of Arts and Sciences
- Scripps College of Communication
  - E. W. Scripps School of Journalism
- Russ College of Engineering and Technology
- College of Business
- College of Fine Arts
- Gladys W. and David H. Patton College of Education
- Honors Tutorial College
- University College
- Heritage College of Osteopathic Medicine
- Center for International Studies

## Sport
Na uniwersytecie działa wiele zespołów sportowych, które powszechnie nazywane są Bobcats (Rysie). Jako członkowie Konfederacji Środkowoamerykańskiej często rywalizują z innymi szkołami, zwłaszcza z Uniwersytetem Miami (w Oxford).
W 1894 r. powstała szkolna drużyna futbolowa, która przez ponad 110 lat istnienia pięciokrotnie zdobyła mistrzostwo Konfederacji, oraz trzykrotnie mistrzostwo Konfederacji ligi wschodniej. Wiele zwycięstw mają na swoim koncie również uniwersyteckie zespoły koszykarskie oraz lekkoatletyczne.
Łącznie aktywnych jest 36 klubów sportowych, które działają na wydziale rekreacyjnym. Wstępować do nich mogą wszyscy chętni studenci, gdyż nie prowadzi się rekrutacji w szkołach średnich i nie trzeba spełniać żadnych warunków. Drużyny dzieli się na „klasy” białe, zielone lub czerwone, w zależności od liczby członków, zebranych funduszy i liczby wykorzystanych godzin. Im wyższa klasa, tym więcej pieniędzy zespół dostaje od szkoły.
Maskotką szkolnych drużyn sportowych jest ryś Rufus.